# 藏书印
藏书印，也称为藏书章，是书籍收藏者用以标明书籍所有权和表达其个性爱好的一种印迹。藏书印通常由书籍的拥有者钤盖在书籍内页，可以表示个人所藏有，也可以表示是家族、学校或书阁、图书馆、租书店、寺院等机构的藏品。藏书印“兴于唐而盛于宋”。及至明清，随着藏书活动和篆刻艺术的发展，使用藏书章的风气逐渐在汉文化圈内普及开来。

## 历史
自古以来，印章就作为拥有者的特定信用记号而使用。明代甘旸《印章集说》中曰：“上古作印以昭信也。”以印记作为身份凭记，标示物品、奴隶的所有权，从春秋战国时就存在了。纸张出现以前，而在书籍上钤印以示所有之行为的起源则众说不一。唐代窦臮所撰的《述书赋》提到东晋仆射周顗有一枚“古小雌文”鉴藏印，但无实物佐证。亦有认为西汉时期就有藏书印的说法，但难以采信。
大部分学者都认为，唐太宗的“贞观”连珠印、唐玄宗的“开元”连珠印是藏书印的滥觞。唐代皇帝为了收藏善本典籍、书画，而在其上钤盖印章，表示其为己所有，为御藏籍本书画。另一种说法认为，藏书印作为鉴藏印的一种，乃是始于隋、唐时期文人鉴定书画真迹时，在本页或副页上的签名，表示负责鉴定的行为。其后文人开始使用印章来代替手书签名，最初用于书画，后来也用于书籍，就成为了藏书印的发端。如果说表示宫廷御藏的印章属于公家的藏书印（称为官藏印或官藏章），那么由签名演变而来的则是私人的藏书印。唐代的私人藏书印包括王涯的“永存珍秘”印、梁秀的“收阅古书”印、李泌的“端居室印”等等。此外，早期的藏书印还有南唐后主李煜的“建业文房之印”、宋太祖赵匡胤的 “秘阁图书”印等。
藏书印在宋代开始盛行，与宋代印刷术的发展有莫大关系。随着印刷技术的发展，宋代民间印刷刊书业发达，雕版印刷的发展和活字印刷的改进使得纸质书籍普及，进而让私家藏书成为风气。

## 种类
依印章内容区分，一般的藏书印大致可以分为三大类。

### 名印

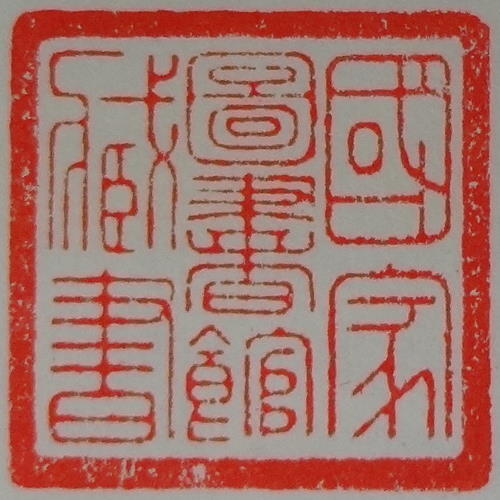
中華民國國家圖書館藏書章

名印或名章是藏书章中最为常见的一类，印章的内容是书主人的名字或称号等能够表明身份或情况的文字，表明书籍的归属。名印也分为公家藏书用的官藏章（公章）和私人藏书用的私印（私章）：前者一般是宫廷或官府藏书机构使用，现今则一般指图书馆、学校等机构藏书用章，内容一般为“某某馆图书”、“某某官藏书”、“某某馆珍藏”等；后者常见的内容包括藏家的姓名、字号、籍贯、藏书或读书用的室斋馆阁名，也有使用家族荣光、官位仕途以至当时纪年作为内容的藏书印。有些藏家也会将多于一种内容刻在同一枚印章中，比如将籍贯、字号合刻在一枚印章中。

### 鉴赏印
鉴赏印或鉴赏章也是一种常见的藏书章。鉴赏印分为两种：偏向鉴定的印章和偏向表达赏评趣味的印章。前者内容一般包括“校订”、“鉴定”、“审定”、“考定”、“甑定”等字样。后者的内容则通常包括“珍藏”、“清赏”、“阅过”、“心赏”、“过目”、“眼福”、“曾藏”等。

### 闲章
闲章指的是刻有除去指明归属、鉴赏之功用以外的内容的藏书印章。闲章的内容通常是表示藏家自身对书籍的感受、抒发藏家志趣或者表达自身的意愿。常见的有寄语印、成语诗文印等。
寄语印的内容是藏家对后人的寄语，多数是要子孙后人一直保存书籍，不可变卖，有的藏家甚至要求不得外借、不得污损、不得折角等等。也有的寄语印刻的是希望书籍得到神物庇佑、不受水火之灾（不受水浸、不被烧毁）的祈语。
成语印、诗文印、名句印是从古代的吉语印发展而来，藏家刻上自己欣赏的成语名句、前人或者自己的诗文，表达自己的志趣感悟。